# Pernåviken
Pernåviken (finska: Pernajanlahti) är en vik i Finland. Den ligger i Pernå i landskapet Nyland, i den södra delen av landet, 70 km öster om huvudstaden Helsingfors.